# Capital circulant
Le capital circulant est l'ensemble des moyens de production détruits au cours du processus de production, dont la durée d'utilisation est inférieure à un an (matières premières, biens intermédiaires, énergie…). Il est égal à la consommation intermédiaire.

## Concept
Le capital circulant est nécessaire à la production, au même titre que le capital fixe. Le capital circulant est l'ensemble des ressources actuelles, de court terme, d'une entreprise. Il est transformé ou détruit au cours du processus de production. Il s'agit de biens et services intermédiaires.
Le capital circulant fait l'objet de recherches économiques au XIXe siècle. Certains professeurs d'économie estiment le capital circulant des grands pays industriels. Ainsi, une étude menée sur l'année 1835 en 1845 estime le capital circulant français à quatre milliards de francs.